# Гармоника (музыка)

Пучность колеблющейся струны — гармоники.

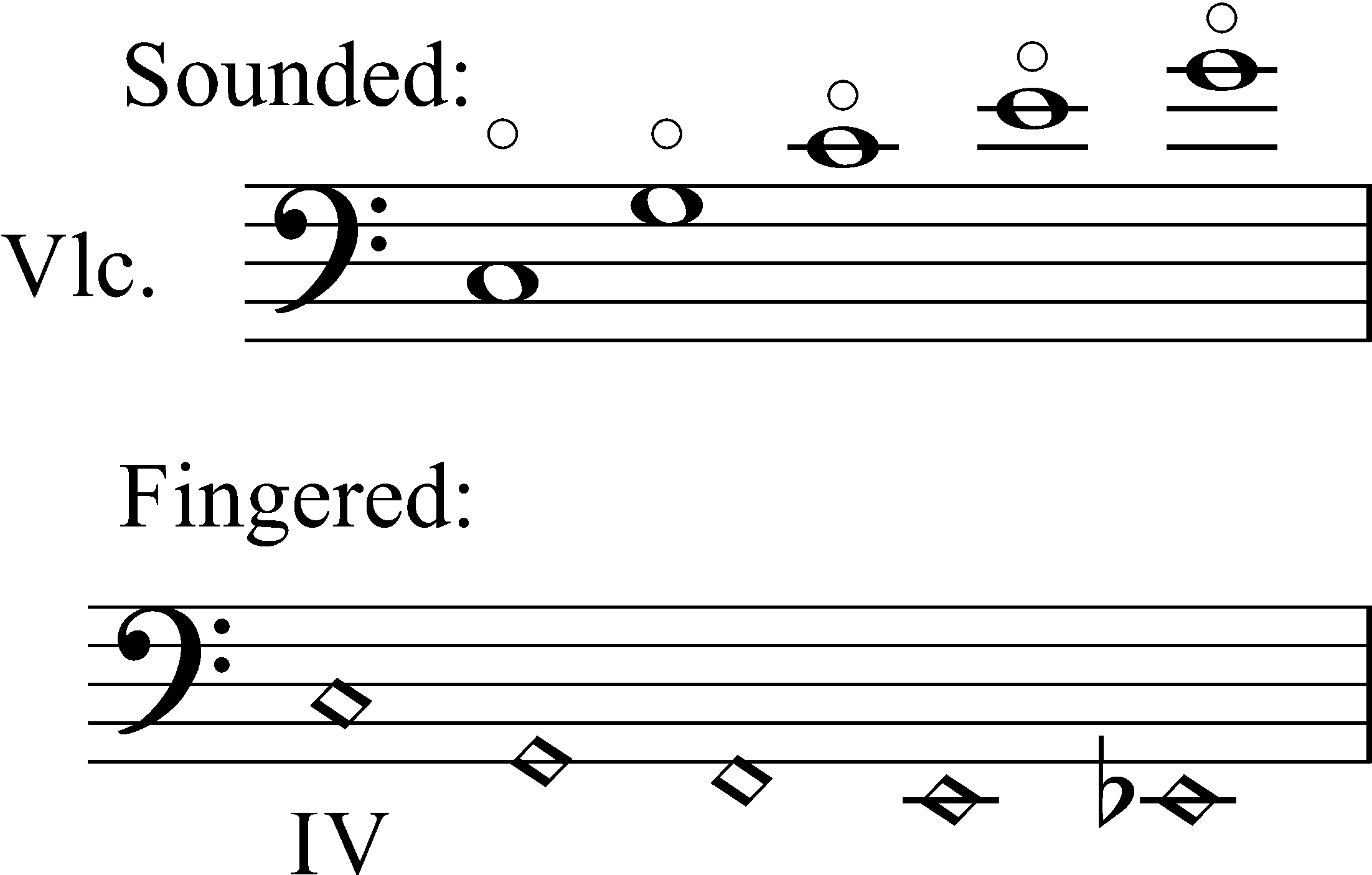
Два разных обозначения естественных гармоник на виолончели. Сначала как звучащий (чаще), затем как пальчиковый (легче читать с листа).

Игра на гармонике на струне

Гармо́ника (лат. harmonica) — дополнительный тон, который по частоте всегда выше основного тона, причём строго кратно числам натурального ряда (то есть выше по частоте в 2, 3, 4, 5 и более раз). Вместе с основным тоном гармоники образуют натуральный звукоряд. В современном музыкальном строе с семью основными ступенями (до, ре, ми, фа, соль, ля, си) каждый восьмой звук повторяет первый, но уже на удвоенной частоте (другими словами, располагается октавой выше) — и, соответственно, является для него первой гармоникой (из натурального звукоряда). В этом отличие гармоник от более общего понятия обертонов — всех призвуков, более высокочастотных по отношению к рассматриваемому звуку, без исключения.

## Физический смысл
Форма звуковой волны имеет достаточно сложную структуру, так как колеблющееся (звучащее) тело вибрирует не только по всей длине, но и всеми частями, что и генерирует дополнительные гармоники, суммирующиеся с основной волной.
Например, если щипнуть гитарную струну, то она, вибрируя по всей своей длине, максимально перегибается посередине, что порождает динамический момент жёсткости и более высокочастотное (ровно в два раза, за счёт той же энергии щипка) колебание обеих половинок струны (то есть, две дополнительные гармоники) — и т. д. При этом порождаемые призвуки более тихие, так как помимо частоты колебаний существует ещё и понятие их размаха, амплитуды — громкость.[прояснить]
Гармоники, суммируясь с основным тоном, составляют с ним гармоническое созвучие.
Когда струна колеблется, возникает основной тон или основная гармоника, которая является наиболее заметной. Обычно, когда мы говорим о звуке струны, имеем в виду именно этот основной тон. Например, для ноты ля в первой октаве частота колебания составляет 440 герц. Однако, струна также изгибается на половинки, создавая звук в два раза выше - вторую гармонику. Она также изгибается на три полуволны, порождая звук в три раза выше - третью гармонику. Таким образом, струна генерирует гармоники четвертой, пятой, шестой и так далее, в бесконечной последовательности.